# Olney (Illinois)
Olney è un comune degli Stati Uniti d'America, situato in Illinois, nella Contea di Richland, della quale è il capoluogo.